# Gaieta
Gaieta és un llogarret que pertany a Cortes de Pallars, comarca de la Vall de Cofrents, al País Valencià. Està situat entre la Mola de l'Albeitar i la Serra de Martés.
Originàriament era una posada, és a dir, un creuer de camins on es va crear la infraestructura pel viatjant. Posteriorment, anà creixent i esdevingué un poble. Celebra les seves festes patronals per Sant Vicenç Màrtir, el primer cap de setmana de setembre.